# Pyrrhura pfrimeri
A tiriba-do-paranã (Pyrrhura pfrimeri), também conhecida como tiriba-de-pfrimer, é uma espécie de ave da família Psittacidae. Endêmica do cerrado, onde pode ser encontrada na  nos estados de Goiás e Tocantins.

## Nomenclatura
Do grego pur = fogo; ilia e ile = flancos, flanco; pyralia em latim significa tocha; de ouros, oura = cauda; e de pfrimeri = Homenagem a Rudolf Pfrimer, coletor brasileiro de espécimes. A Pyrrhura pfrimeri também é conhecida como tiriba-de-pfrimer ou ciganinha. Dentre seus nomes populares estão chiriri, periquito-do-morro e barreirinha.

## Evolução
Sendo uma espécie geograficamente restrita, a tiriba-do-paranã é decorrente da fragmentação de um ancestral das florestas pluviais e é considerada neo endêmica. De acordo com silva (1997) os processos históricos responsáveis pela existência dessa espécie no Vale do Rio Paranã necessitam de maiores investigações.

## Ecologia

### Dieta
A maioria alimenta-se de sementes, frutos e néctar. Algumas espécies consomem insetos, larvas e moluscos. Cabe a ressalva de que estão expostos à sazonalidade da oferta de alimentos, o que influência seu comportamento reprodutivo.

### Reprodução
A família dos psitaciformes comportam-se de modo geral de modo similar no que se refere a reprodução. São monogâmicos, com raras exceções, como Nestor notabilis e Strigops habroptilus, a maioria sem dimorfismo sexual. Possuem baixas taxas de reprodução, relacionadas a posturas pequenas e baixa sobrevivência de filhotes. Em geral, nidificam em cavidades, sejam ocos de árvores ou frestas entre rochas, preferindo os lugares mais altos.
O fotoperíodo é o mais importante fator ambiental para a atividade reprodutiva na maioria das aves. Nos trópicos, apesar de inverno e verão não se caracterizarem de maneira perceptível pelas variações de temperatura, há grande variação pluviométrica que interfere na disponibilização ou não de alimentos, influenciando o período reprodutivo

### Predadores
O desmatamento permanece como uma grande ameaça à espécie, restam apenas 40% das florestas originais da região e o que restou continua sendo destruído ou explorado para permitir a expansão agropecuária. O comércio ilegal de filhotes de psitacídeos também representa uma forte fonte de predação da espécie e pode representar uma ameaça maior que a perda do habitat.

## Conservação
Entre todas as famílias de aves, os Psittacidae possuem o maior número de espécies ameaçadas, com aproximadamente 31% do total de espécies de psitacídeos na região neotropical ameaçadas de extinção.  De acordo com o levantamento feito pela IUCN 2011 classifica os psitacídeos em 3 classes, sendo elas:1) Vulnerável, 2) Em Perigo e 3) Em Perigo Crítico, a tiriba-do-paranã está incluída na classe 2, Em perigo.
A perda do habitat e o mercado ilegal de animais silvestres são as principais ameaças, potencializadas pelas baixas taxas de reprodução, baixa sobrevivência de filhotes, longo tempo para atingir a maturidade sexual, elevado número de adultos não reprodutores e elevadas exigências na escolha dos ninhos
A tiriba-do-paranã e outras espécies de psitacídeos costumam se alimentar em plantações e acabam sendo perseguidas como pragas na região. O fogo criminoso é outra ameaça identificada no local. O Parque Estadual de Terra Ronca, principal refúgio da espécie, conta apenas com cerca de 20% de sua área regularizada e há presença de gado dentro de seus limites, nas áreas ainda não indenizadas. A exploração de soja incentiva o desmatamento e os agrotóxicos oriundos das lavouras do topo da serra contaminam cursos d'água, escarpas e porções mais abaixo.
Planos de manejo para a espécie consistem em proteger áreas de ocorrência da tiriba-do-paranã uma vez que ela não apresenta aspectos culturais mais próximos da cultura tradicional dos lugares de ocorrência, sua impopularidade pode ser atribuída a dificuldade em pronunciar seu nome, porém, a tiriba-do-paranã também é conhecida como papagaio guerreiro

## Distribuição Geográfica
A ave é endêmica do Cerrado, com restrição a mata seca, próxima a Serra Geral, Os estados que mais se encontra a espécie são Goiás e Tocantins. Sendo que em Goiás chegando até Cristalina.

## Usos de habitat
O habitat restrito entre mata decíduas ou semi-florestas seca decídua, que crescendo sobre afloramentos de Calcário, ou solos com até 700m de altitude, que sejam derivados. Normalmente o dossel dessas árvores são fechados, favorecendo a sobrevivência dessas espécies, podendo ser encontradas também em  matas decíduas ou semi-floresta seca decídua que cresce sobre afloramentos de calcário ou em solos derivados até 700m de altitude. Este tipo de mata normalmente tem um dossel fechado onde são encontradas as espécies, mas também sendo encontradas em sub-bosque denso com cipós e alguns cactos e áreas perturbadas. É ameaçada por desmatamentos da mata seca extração seletiva de madeiras, incêndios e conversão de habitats em pastagem. Com a diminuição da área de mata seca no Goiás de 15,8% da cobertura vegetal na região em 1990 para apenas 5,8% em 1999, e menos de 1% dos fragmentos remanescentes foram maiores que 100 hectares. O rápido desmatamento está ocorrendo destinado à criação de pastagens e a queima generalizada para melhorar a área do pasto.

## Descrição e comportamento
A espécie ameaçada, sofre com comércio ilegal. Sofre com a exploração para criação em cativeiros. A espécie quando em seu habitat natural, costumam se alimentar em plantações, sendo por vezes perseguidas como pragas em algumas regiões. Fogo criminoso por vezes também interfere na sobrevivência da espécie. As quais se refugiam por vezes no Parque Estadual de Terra Ronca, o principal refúgio da espécie, a qual conta com apenas 20% de área regularizada. Algo que também afeta no comportamento da espécie são os desmatamentos e uso de agrotóxicos advindos das lavouras, que também afetam nas águas da região e alimentação da espécie.